# 吳奕蓉
吳奕蓉（1977年5月25日—），屏東縣麟洛鄉六堆客家人，電視、廣播及活動主持人；迷火佛拉明哥舞坊團員；舞台劇、電視劇和電影演員。世新大學廣播電視電影學系、國立台北藝術大學戲劇研究所碩士在職專班畢業。2019年與青少年表演藝術聯盟創始人余浩瑋結婚。

## 工作經歷
2003年起於客家電視台任職，歷經記者、主播、主持人、製作人、採訪組副組長、新聞部副理等職務15年。曾獲2008年、2009年客家新聞獎電視類新聞播報獎。以電視節目《幕後有藝思》分別入圍與獲得2018年第53屆電視金鐘獎人文紀實節目主持人獎及2019年第54屆電視金鐘獎自然科學及人文紀實節目主持人獎。2020年以電視節目《花漾同學會》入圍2020年第55屆電視金鐘獎自然科學及人文紀實節目主持人獎，並以電視電影《大桔大利 闔家平安》獲迷你劇集／電視電影女主角獎、第7屆桃園電影節最佳演員獎，同時入圍第57屆金馬獎最佳新演員獎。

## 主持節目

### 廣播節目
| 年 份         | 節目名稱     | 職稱         | 播出頻道     |
| 1999年-2001年 | 中廣客家頻道 | 企劃製作主持 | 中國廣播公司 |
| 2001年-2003年 | News98新聞   | 新聞編播     | News98       |
| 2019年-2023年 | 藝所當然     | 主持人       | 講客廣播電台 |
| 2024年-       | 藝所當然     | 主持人       | 中央廣播電台 |

### 電視節目
| 年 份         | 節目名稱     | 職稱           | 播出頻道   |
| 2003年-2018年 | 暗夜客話新聞 | 新聞主播       | 客家電視台 |
| 2010年-2018年 | 客家新聞雜誌 | 製作人、主持人 | 客家電視台 |
| 2017年-2018年 | 幕後有藝思   | 製作人、主持人 | 客家電視台 |
| 2019年-2023年 | 花漾同學會   | 主持人         | 客家電視台 |

### 頒獎典禮
| 年份   | 節目                     | 性質   | 頻道       | 備註           |
| ------ | ------------------------ | ------ | ---------- | -------------- |
| 2023年 | 第58屆廣播金鐘獎頒獎典禮 | 主持人 | 三立都會台 | 搭檔邵大倫主持 |

## 演出作品

### 劇場
| 年 份  | 團體/單位          | 劇 目        | 角 色  | 導 演  |
| 2018年 | 青少年表演藝術聯盟 | 《風箏少年》 | 方怡婕 | 余浩瑋 |

### 電視劇
| 年 份  | 播出頻道               | 劇 名                 | 角 色    | 導 演          |
| 2019年 | 客家電視台             | 《烏陰天的好日子》    |          | 蔡旻樺         |
| 2021年 | 客家電視台             | 《女孩上場》          | 王瑄母親 | 吳宗叡         |
| 2022年 | MOD、Hami Video        | 《我願意》            | 譚嘉美   | 吳洛纓、姜瑞智 |
| 2022年 | Catchplay+、Line TV    | 《我的牙想你》        | 晉母     | 姜瑞智         |
| 2023年 | 客家電視台             | 《暗夜微光》          | 徐利儀   | 秦鼎昌         |
| 2023年 | 三立都會台、TVBS歡樂台 | 《親愛壞蛋》          | 女警張姐 | 洪子鵬         |
| 2025年 | 公視                   | 《我們與惡的距離 II》 | 吳遠晴   | 林君陽         |
| 2026年 | 客家電視台             | 《都市開基祖》        |          | 朱平           |
| 2026年 | 大愛電視台             | 《今天愛上我》        |          | 林宏杰         |

### 電視電影
| 年 份  | 播出頻道   | 劇 名                 | 角 色          | 導 演  |
| 2020年 | 客家電視台 | 《大桔大利 闔家平安》 | 梅姐           | 林志儒 |
| 2021年 | 客家電視台 | 《光的孩子》          | 體驗活動參與者 | 徐麗雯 |
| 2023年 | 公共電視台 | 《不可饒恕的人》      | 瓊慧           | 陳彥宏 |

### 短篇電影
| 年 份  | 電影名稱                 | 角 色 | 導 演          |
| 2023年 | 《泳夜》                 | 母親  | 林柏瑜         |
| 2025年 | 《也許這個故事叫護唇膏》 |       | 簡莉穎         |
| 2025年 | 《這是個關於愛的故事》   |       | 張懷嶼、張永翰 |

### 長篇電影
| 年 份  | 電影名稱          | 角 色        | 導 演  |
| 2023年 | 《粽邪3：鬼門開》 | 旅社老闆娘   | 廖士涵 |
| 2023年 | 《周處除三害》    | 小胖子的母親 | 黃精甫 |

### 音樂錄影帶
| 年 份  | 歌手         | 曲 名          | 角 色 | 導 演  |
| 2021年 | 告五人       | 《同樣一個你》 | 母親  | 胡瑞財 |
| 2022年 | A-Lin        | 《我怨》       |       | 殷振豪 |
| 2022年 | 彤溫岑二重唱 | 《不簡單》     |       | 唐健哲 |
| 2023年 | 彭佳慧       | 《盼》         | 母親  | 曾大衡 |

## 出版作品

### 著作
| 年 份  | 書籍名稱             | 作者                       | ISBN          |
| 2021年 | 《我的青春，在劇場》 | 青少年表演藝術聯盟、吳奕蓉 | 9789869988834 |

### 填詞
| 年 份 | 歌曲名稱 | 出處                     |
| 2023  | 〈盼〉   | 彭佳慧《我在客廳做的夢》 |

## 獎項紀錄
| 年份   | 頒獎典禮                | 獎項                           | 作品                  | 角色   | 結果 |
| ------ | ----------------------- | ------------------------------ | --------------------- | ------ | ---- |
| 2018年 | 第53屆金鐘獎            | 人文紀實節目主持人獎           | 《幕後有藝思》        |        | 提名 |
| 2019年 | 第54屆金鐘獎            | 自然科學及人文紀實節目主持人獎 | 《幕後有藝思》        |        | 獲獎 |
| 2020年 | 第55屆金鐘獎            | 自然科學及人文紀實節目主持人獎 | 《花漾同學會》        |        | 提名 |
| 2020年 | 第55屆金鐘獎            | 迷你劇集／電視電影女主角獎     | 《大桔大利 闔家平安》 | 梅姐   | 獲獎 |
| 2020年 | 第7屆桃園電影節－台灣獎 | 最佳演員獎                     | 《大桔大利 闔家平安》 | 梅姐   | 獲獎 |
| 2020年 | 第57屆金馬獎            | 最佳新演員獎                   | 《大桔大利 闔家平安》 | 梅姐   | 提名 |
| 2021年 | 溫哥華國際電影獎        | 最佳女主角獎                   | 《大桔大利 闔家平安》 | 梅姐   | 獲獎 |
| 2021年 | 2021美國紐約電視節      | 最佳女演員獎                   | 《大桔大利 闔家平安》 | 梅姐   | 銀獎 |
| 2023年 | 第58屆金鐘獎            | 戲劇節目女配角獎               | 《我願意》            | 譚嘉美 | 提名 |
| 2024年 | 第59屆金鐘獎            | 迷你劇集／電視電影女配角獎     | 《不可饒恕的人》      | 瓊慧   | 提名 |

## 外部連結
- 吳奕蓉的Facebook專頁
- 吳奕蓉的Instagram帳戶